# プロイセン参謀本部

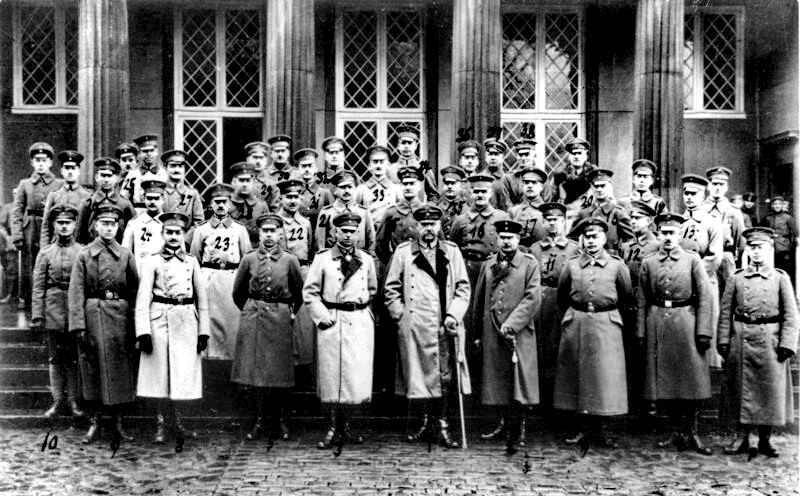
プロイセン参謀本部（ウィルヘルムスヘーエ城, 1918年11月）、中央はヒンデンブルク参謀本部総長。

プロイセン参謀本部（プロイセンさんぼうほんぶ、独: Großer Generalstab）は、19世紀にプロイセン王国において完成をみた軍事組織で、平時より有事を想定して軍備計画・動員計画などを研究・準備した国家機関である。
以下、プロイセン王国の参謀本部と、同国の後継であるドイツ帝国及びドイツ国の参謀本部（又は兵務局）について記述する。

## 役割
参謀本部は、政治的な指導の委託を受けて軍事的な処置をとるものである。参謀本部の役割として下記の業務が挙げられる。
- 軍備計画
- 動員計画・開進計画
- 出動計画
- 出動指揮
- 兵站
- 教育・訓練
- 人事計画

## 歴史

### 18世紀
参謀本部の原点は、フリードリヒ・ヴィルヘルム大選帝侯（在位1640年 - 1688年、der große Kurfürst）まで遡る。大選帝侯は軍事力の増強に力を注ぎ、ブランデンブルク＝プロイセンに初めて常備軍が設けられた。大選帝侯が即位した1640年頃、当時強力であったスウェーデン軍を模して食料、野営地、武器等を担当する「兵站幕僚」という部署が設けられた。この組織がプロイセン王国に発展する時代の流れに生き残り「兵站総監部」と呼ばれる部署に発展する。
大選帝侯の下、プロイセン軍は以下の特徴を有した。
1. 君主による陣頭指揮
2. 「服従の義務」の徹底
3. ユンカー階層が将校団を構成

大選帝侯の孫で、第2代プロイセン王（König in Preußen）となったフリードリヒ・ヴィルヘルム1世もまた兵隊王（Soldatenkönig）と渾名され、軍事力の増強を図った。
こうして、第3代フリードリヒ2世大王（Friedrich der Große）は強大な軍事力を有し、オーストリア継承戦争や七年戦争を戦った。この時代にも、大選帝侯以来のプロイセン軍の特徴は生きており、将校の軍服は正式な礼装としてステータスシンボルともなっていた。大王は制限戦争下での知的な「軍事ゲーム」の勝者であったが、やがて不振に陥る。ここで兵站幕僚として大王を支え、プロイセン軍を常勝に導いたのがハインリヒ・ヴィルヘルム・フォン・アンハルト大佐だったが、当時はまだ幕僚・参謀が注目を浴びる時代ではなく、大王の功績の陰で無名に終わる。
1788年、エルンスト・フォン・リュッヒェルはフリードリヒ・ヴィルヘルム2世から軍隊教育機関の改革を命じられ、さらに1790年に兵站幕僚長として全軍に係る改革を実行した。
1789年に勃発したフランス革命から第一次対仏大同盟戦争の中、傑出したリーダーナポレオン・ボナパルトが登場し、国民皆兵（徴兵制）の下強力なフランス軍を造成したが、彼は天才的であってもワンマン型リーダーだった。
プロイセンでは、1787年に最高戦争会議（Ober-Kriegskollegium）が、形式上の最高意思決定機関として設置され、この第3部門の中に兵站部や高級副官部が包含された。当時の兵站幕僚は20～24名程度であり、また専用の制服が制定された。さらに1796年に軍用地図に係る業務が付加されたが、地図作成技師は中産階級出身者が多く、結果的に兵站部内の身分差解消に寄与した。兵站部と高級副官部は競争関係に置かれたが、徐々に後者が優位となっていった。
1802年にはクリスティアン・フォン・マッセンバッハ中佐が、常備型の参謀本部に関する以下の提言を行い、リュッヒェルが大改革を実施して、後の組織の原型となった。
1. 対墺・対露・対仏の三方面に備えた常備型組織の設置
2. 参謀教育の一環として、平時における偵察旅行の実施
3. 参謀と隊付のローテーション勤務
4. 参謀総長の帷幄上奏権の付与

マッセンバッハの提言に基づき、兵站幕僚部が編成されたものの、配置された将校の資質も規模も貧弱なものに留まった。

### ナポレオン戦争期の軍制改革
1806年、イエナ・アウエルシュタットの戦いの2回の戦いでナポレオン軍に大敗し、軍制改革に迫られていた。翌1807年のティルジットの和約以降、プロイセン軍は厳しい粛清の上、ゲルハルト・フォン・シャルンホルスト、ヘルマン・フォン・ボイエン、、カール・フォン・グロルマン、カール・フォン・クラウゼヴィッツ、そしてアウグスト・フォン・グナイゼナウらを中心都市た改革が推進された。シャルンホルストは、「国王の臣下」ではなく「プロイセンの市民」を前提とした国民皆兵の常備軍構想を持ったが、この考え方は国王大権の侵害ととらえられ、ユンカーからも支持されなかった。
1808年12月、軍務省（Kriegsministerium）が発足し、以下のような組織構成となった。
- 軍務省
  - 一般軍事部
    - 第1班
    - 第2班
    - 第3班

  - 軍事経済部

第2班に参謀部が属し、兵站幕僚は廃止された。一般軍事部長となったシャルンホルストは、第2班長ボイエンの下の参謀部を最も重視した。家系よりも教育を重視し、1810年には陸軍大学校（ドイツ語: Kriegsakademie）が創設された（後述→#人材育成）。
1813年3月、国民皆兵令により新たなプロイセン国軍が発足し、参謀本部も創設された。同年、プロイセン王フリードリヒ・ヴィルヘルム3世は、ロシア遠征に敗北したナポレオンに宣戦布告し、ブリュッヘル将軍を総大将に、シャルンホルストを参謀総長、グナイゼナウを参謀次長に任命して、ナポレオン支配からの独立を目指した。しかし同年6月、戦傷が元でシャルンホルストが急逝する。参謀総長の後任はグナイゼナウであり、「作戦的退却」を繰り返しながらプロイセン軍は1814年にはパリを占領し、ついにナポレオンをエルバ島に追放した。
グナイゼナウはプロイセン陸軍を特徴づける重要な慣行を制度化した。軍指揮官との共同責任と委託命令 (Mission-type tactics) である。実施部隊の参謀長は軍指揮官と決定に対して責任を分かち合うが、不一致の場合に参謀長は、参謀総長に直接見解を伝えることが出来る。こうして参謀科将校の団結を強化し、軍指揮官に対する牽制となった。
グナイゼナウの功績により、参謀本部は、法的根拠や他の職位との関係性が曖昧なままではあるが、軍事省内に恒久的に存続することとなった。
- G・フォン・シャルンホルスト
- A・フォン・グナイゼナウ

### ウィーン体制
1817年、グロルマンを部長とした軍務省第2部は参謀本部（Generalstab）の名称を用いるようになる。グロルマンは近代的科学知識や、ローテーション勤務を通じ、参謀本部を将来のリーダー育成の機関たらしめようとした。グロルマンの後任のオットー・アウグスト・リューレ・フォン・リリエンシュテルンは、シャルンホルストの考えに近い改革派であり、宮廷保守派に近い部下カール・フォン・ミュフリングとの折り合いが悪く、このため1821年以降、参謀本部は大臣の顧問機関として独立色を強めた。
さらに1825年、参謀本部は軍務省から独立し、同時期に第3部も軍事内局として独立した。参謀本部は相変わらずの小所帯であり、平和が長引くにつれて廃止の噂が飛び交うほどの組織であった。ミュフリングは、参謀将校の制服を華麗なものに改め、特に襟章・袖章を洋紅色（カーマイン）とした（後述：#社会的地位も参照）。ミュフリングの下、クラウゼヴィッツが『戦争論』を著し、リリエンシュテルンは教育総監となる等、参謀本部の知的要素が重視される時代だった。
特にクラウゼヴィッツによる、「防衛なきところ、国家の存続はあり得ない」とし、国家より陸軍の生存を優先する見解は、その後の将校団の思想的基盤となる哲学となった。
- ミュフリング男爵（英語版）

### ドイツ統一へ
ドイツ統一に至る過程で、中心的役割を果たしたのは、国王・首相・陸軍総参謀長の三者による、指導者層の三者鼎立構造であり、19世紀後半を通じて徐々に発展した。1848年革命は、プロイセンにも少なからぬ影響を及ぼした（→ドイツにおける1848年革命)。民衆を鎮圧したのはプロイセン正規軍であり、規律と国王への忠誠を示した。国王フリードリヒ・ヴィルヘルム4世は軍事内局の権限を強化しようとし、一時は参謀本部が吸収される可能性もあった。
1858年に大モルトケが参謀総長に任じられた。当時、陸軍少将のモルトケはこれと言って名声があった訳でもなく、参謀本部の軽視は変わることがなかった。モルトケは、当時、発展途上にあった鉄道を非常に重視した。モルトケは参謀本部の編成自体も再考し、新たに鉄道部や電信部隊を創設した。
モルトケの評価は、1864年の第二次シュレースヴィヒ＝ホルシュタイン戦争や1866年の普墺戦争により一変する。普墺戦争における成功により参謀本部の自立化が促進された。モルトケは普墺戦争の反省から、火力、騎兵の運用、そして命令の徹底を改善し、対仏戦に万全の準備をしていたところ、1870年、エムス電報事件を端緒に勃発した普仏戦争でもフランス軍に圧勝した。
これを見た欧州各国は一斉に参謀本部を設立し、優秀な参謀将校の育成に狂奔することになった。明治維新後の日本政府もフランス軍制からプロイセン軍制に切り替えるべく、モルトケの懐刀と言われるメッケル少佐を陸軍大学校（ドイツ語: Kriegsakademie）の教官に迎え入れて軍制の近代化を目指す。
- 大モルトケ

### ドイツ帝国と第一次世界大戦

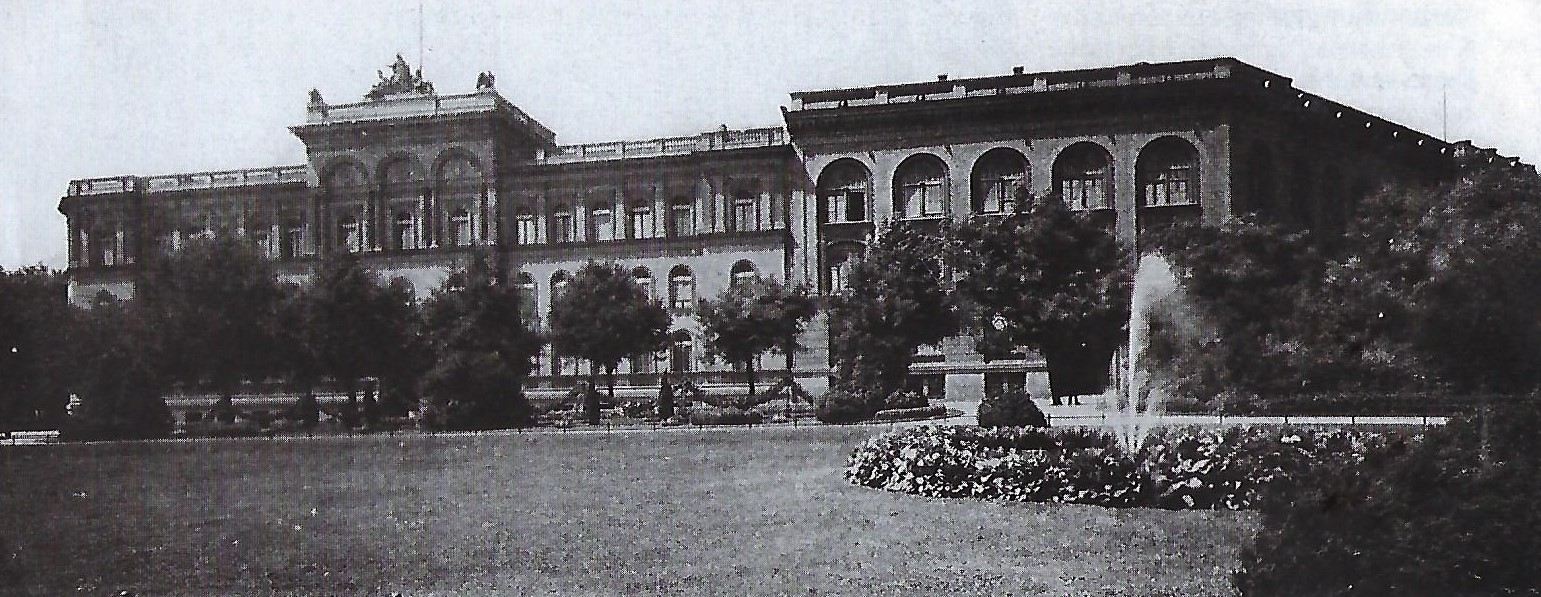
ベルリンの参謀本部庁舎（1900年頃）

1871年1月、プロイセン王ヴィルヘルム1世はドイツ帝国の初代皇帝となり、プロイセン参謀本部はドイツ帝国の参謀本部となる。プロイセン参謀本部の名声は否応なしに高まった。1883年には、参謀総長は帷幄上奏権を得るに至った。参謀総長は事実上、首相や国会に諮ることなく軍事上の決断をすることが可能となり、極めて大きな影響力を持つことになった。
これが第一次世界大戦の敗北の芽の一つと見なされている。軍事的な構想に政治的なコントロールが利かなくなったからである。例えば中立国ベルギーを侵犯する西部攻勢計画のシュリーフェン・プランは、1912年まで参謀本部内のみで検討され、政治家にも海軍の指導部にも知らされることがなかった。この他、平時にあって人員が増加し、「組織の肥大化」「構成の複雑化」等の問題点もみられるようになった。
1914年6月のサラエボ事件を端緒に第一次世界大戦が勃発し、「改変されたシュリーフェン・プラン」が実行に移されるが、戦線は膠着した。参謀総長は陸軍最高司令部（ドイツ語: Oberste Heeresleitung、略号：OHL）を主宰した。ドイツ軍は国土への侵攻を許さなかったが、政治的リーダーの能力欠如によって、戦争に敗北した。この認識が安易な形で広まり、ドイツ国民は「強いリーダー」を渇望するようになった。
第一次世界大戦中は、陸軍大学校は閉鎖され1913年度学生らも出征することとなった。しかし、戦争の長期化に伴う参謀将校の不足から、占領下のスダンにて4週間の講習を行って、修了者に参謀将校資格を付与した。ただし、シャルンホルスト以来の参謀本部の人材育成も、均質的な参謀将校の育成に重点を置き、リーダーの養成を主眼に置いたものではなかった。
- A・フォン・シュリーフェン

### 組織の解体、ヴァイマル共和国での復興
第一次世界大戦に敗北したドイツでは、帝政が崩壊してヴァイマル共和国が成立した。共和国政府が戦勝国と結んだヴェルサイユ条約により、兵力も10万人に制限され、航空機・潜水艦・戦車の保有を禁止された。参謀本部も禁止されることとなった。名称も「国防隊」（ドイツ語: Reichswehr）と改名する。
「ドイツ軍」の再建にあたったのは、ハンス・フォン・ゼークト参謀総長だった。ゼークトは将来の軍拡に備え、「指導者の軍隊」とすべく国防隊の将校の上限数4000人のうち参謀将校を高い比率で保持し、それ以外も選び抜かれた将校で構成した。参謀本部の役割は、国防省に設けられた兵務局（ドイツ語: Truppenamt）に偽装して存続させ、また各省庁にその機能を分散させた。
兵務局では、早くも1920年代前半から、保有が禁じられていたにもかかわらず、戦車の開発や運用の研究がなされていた。また、同じく保有が禁じられていた空軍についても、兵務局防空事務所として1926年5月に『空における戦争の作戦実行のための指示』という指示書を発刊し、初期の航空ドクトリンとして将来の「ドイツ空軍」の方向性を示した。
- H・フォン・ゼークト

### ナチス・ドイツ
1934年、参謀本部は陸軍を3倍の規模にする計画を開始したが、その直後に、新空軍発足のため陸軍からの転換を求められた。
1935年にドイツ総統ヒトラーは、ヴェルサイユ条約の軍備制限条項を破棄してドイツ再軍備宣言を行う。同年6月1日にドイツ国軍を「国防軍」（Wehrmacht）と改名、陸軍総司令部（OKH）を新設、偽装名称の兵務局を陸軍参謀本部に戻し、OKHの隷下に編入した。陸軍参謀総長には1933年10月1日から兵務局局長であるベック陸軍中将が就任した。
1938年2月、侵略戦争計画に反対する国防大臣ブロンベルクと陸軍総司令官フリッチュを罷免し、ヒトラーは陸軍・海軍・空軍の国防三軍を直接指揮することとし、個人的な幕僚機構として国防軍最高司令部（ドイツ語: Oberkommando der Wehrmacht、略号：OKW）を設け、総長にカイテル大将を任じた。新たな陸軍総司令官のヴァルター・フォン・ブラウヒッチュは、健全・進歩的な軍人でナチスからみて御しやすい人物と考えられ、選出された。しかし、ベック参謀総長と共に軍への政治色が及ばぬよう抵抗したため、またベックは戦車の運用に否定的であったため、罷免された。
参謀本部は、突撃隊（ドイツ語: Sturmabteilung,、略号：SA）を競争相手とみなしていた。しかし、より深刻な問題となったのはOKWとOKHの抗争による指揮統帥系統の混乱であった。双方の司令部に、陸軍参謀本部出身者が充当されていた。最終的に、陸軍参謀総長の役目は陸軍総司令官の補佐役に止まることになり、軍を代表して国家元首への助言（かつての上奏）を行うことはできなかった。総統ヒトラーへの影響力では、OKWがより強い立場を保持した。

### 第二次世界大戦と組織機能の終焉

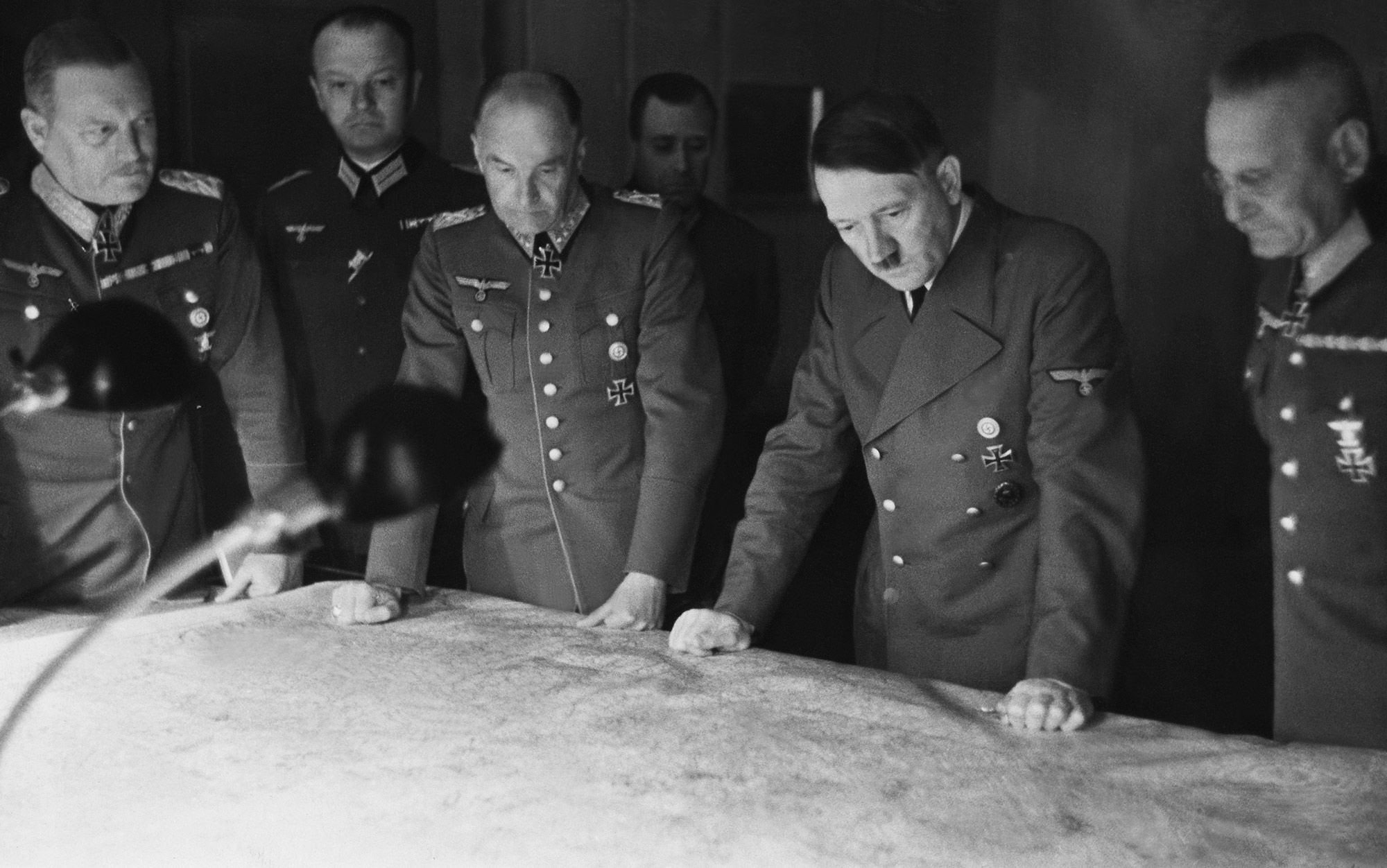
右から陸軍参謀総長ハルダー、総統ヒトラー、陸軍総司令官ブラウヒッチュ、国防軍最高司令部総長カイテル（1940年）

1939年9月、第二次世界大戦開戦直後、参謀本部は大規模な組織改編を行った。参謀総長フランツ・ハルダーはブラウヒッチュ総司令官に、陸軍参謀総長と陸軍総司令官の役割を統合するよう意見具申したが、後任がナチ党員のヴァルター・フォン・ライヒェナウになることを忌避し、結局、統合されることは無かった。
ヒトラーは名家出身のエリート集団である参謀本部に劣等感を抱き、参謀本部案に反対したいという潜在的欲求を抱えていた。参謀本部が採択しなかったエーリッヒ・フォン・マンシュタインによる作戦案をあえて採択し、西方電撃戦を成功させると、ヒトラーの劣等感は優越感に代わり、参謀本部を見下すようになる。参謀本部は、ヒトラーの戦略の妥当性を評価するすべを持たなかった。
ブラウヒッチュ総司令官とハルダー総参謀長は独ソ戦に反対の立場だったが、ヒトラーは決定を覆さなかった。独ソ戦膠着を経て、1942年9月にハルダーが更迭されると、ヒトラーの独裁の下、参謀本部は十分な機能を果たすことが出来なくなった。
1944年の7月20日事件（ヒトラー暗殺計画）では、60名近い参謀将校が逮捕され、参謀本部は壊滅的な打撃を受けた。
戦後のニュルンベルク裁判において、参謀本部は組織としての犯罪性を否定された。

## 参謀将校

### 人材育成
1810年、シャルンホルストによる改革の中、陸軍大学校（独: Kriegsakademie）が設置された。選抜された将校に戦略、戦術に加え、語学などの教養、そして司令部組織の管理技術を教育した。
第一次世界大戦後は、陸軍大学校の設置が禁止されたが、「補助指導者」「指揮官補佐」のための訓練を名目とし、教育自体は継続した。各軍管区の25～30歳の将校を試験で選抜し、上位10名に対して2年間の教育を行った後、さらに上位の者にベルリンの国防省で3年間の教育を行った。合格者は北部では貴族・名家出身者が多く、南部では大学等の出身者が多い傾向があった。教育内容は従前の陸軍大学校より後半に及んだが、ヴェルサイユ条約による制約のため航空機や戦車の運用を研究することができないため、ソビエト連邦の赤軍と交流を持つことで克服を図った。
ドイツの急速な再軍備、増強の中で、1933～1937年の間、ベルリンでの課程期間は2年に短縮された。また1935年10月15日には陸軍大学校が再開された。第二次世界大戦開戦の1939年9月時点で、陸軍大学校の参謀候補者303名を含め、参謀本部は811名の参謀将校を有したがそれでも不足し、第一次世界大戦時同様、陸軍大学校を閉鎖して要員を確保する必要があった。

### 社会的地位
参謀将校は、難易度の高い選抜を経て養成された、軍事・知的エリート階層として、非常に高い社会的地位を有した。階級にも「参謀」（ドイツ語: im Generalstab）が付された。帝政ドイツ期には、将来を嘱望される若手参謀将校は「半神」とも称された。
制服にあしらわれたカーミンロット（ドイツ語: Karminrot）の色は、陸大卒業者である参謀将校、すなわちエリートの証として、高いステータスシンボルとしての意味を有するに至った。

### 出身階層
ドイツ帝国時代において、貴族や平民の富裕層・知識階層出身者が「将校適性階級」とみなされた。ブルジョア化も進行し、1860年当時の陸軍将校の構成は、約65%が貴族、約35%が市民階層であったが、1913年になると約30%が貴族、約75%が市民階層と、完全に逆転した。
しかしこのような階層の変化が起きても、1914年以前の陸軍大臣・参謀総長は全て貴族であり、また参謀将校の約50%が貴族だった等、封建体制を崩したとまでは言えない。

## 歴代参謀総長

### プロイセン王国軍参謀総長（1808年 - 1871年）
- ゲルハルト・フォン・シャルンホルスト 1808年3月1日  - 1810年6月17日
- カール・ゲオルク・アルブレヒト・エルンスト・フォン・ハーケ（de:Karl Georg Albrecht Ernst von Hake ）1810年6月17日  - 1812年3月
- グスタフ・フォン・ラウフ（de:Gustav von Rauch） 1812年3月 - 1813年3月
- ゲルハルト・フォン・シャルンホルスト1813年3月 - 1813年6月28日
- アウグスト・フォン・グナイゼナウ 1813年6月28日 -1814年 6月3日
- カール・フォン・グロルマン（de:Karl von Grolman（General）） 1814年6月3日  -1819年11月
- ヨハン・ルーレ・フォン・リリエンシュテルン（de:Otto August Rühle von Lilienstern）1819年11月 - 1821年1月11日
- カール・フォン・ミュフリンク（de:Karl von Müffling genannt Weiß）1821年1月11日  - 1829年1月29日
- ウィルヘルム・フォン・クラウゼネック（de:Wilhelm von Krauseneck ）1829年1月29日  - 1848年5月13日
- カール・フォン・ライヘル（de:Karl von Reyher） 5月13日 1848年 - 1857年10月7日
- ヘルムート・カール・ベルンハルト・フォン・モルトケ 1857年10月7日  -1888年 8月10日

### ドイツ帝国軍参謀総長（1871年 - 1919年）
- ヘルムート・カール・ベルンハルト・フォン・モルトケ 1857年10月7日  - 1888年8月10日
- アルフレート・フォン・ヴァルダーゼー 1888年8月10日  - 1891年2月7日
- アルフレート・フォン・シュリーフェン 1891年2月7日  - 1906年1月1日
- ヘルムート・ヨハン・ルートヴィヒ・フォン・モルトケ 1906年1月1日  - 1914年9月14日
- エーリッヒ・フォン・ファルケンハイン 1914年9月14日 - 1916年8月29日
- パウル・フォン・ヒンデンブルク 1916年8月29日  - 1919年7月3日
- ヴィルヘルム・グレーナー 1919年7月3日  - 1919年7月7日
- ハンス・フォン・ゼークト 1919年7月7日  - 1919年7月15日

### ヴァイマル共和国軍兵務局長（1919年 - 1933年）
ヴェルサイユ条約により参謀本部の存続を禁止されるが、偽装名称「兵務局」を用いて存続させる。
- ハンス・フォン・ゼークト 1919年10月11日 - 1920年3月26日
- ヴィルヘルム・ハイエ 1920年3月26日  - 1923年2月
- オットー・ハッセ 1923年2月 - 1925年10月
- ゲオルク・ヴェッツェル 1925年10月 - 1月27日 1927年
- ヴェルナー・フォン・ブロンベルク 1927年1月27日 - 1929年9月30日
- クルト・フォン・ハンマーシュタイン＝エクヴォルト 1929年9月30日  - 1930年10月31日
- ヴィルヘルム・アダム 1930年10月31日 - 1933年9月30日

### ドイツ陸軍参謀総長（1933年 - 1945年）
1935年ヴェルサイユ条約の軍事条項破棄後、新設した陸軍総司令部に参謀本部を復活させる。
- ルートヴィヒ・ベック 1933年10月1日 - 1938年8月31日
- フランツ・ハルダー 1938年9月1日 - 1942年9月24日
- クルト・ツァイツラー 1942年9月24日 - 1944年6月10日
- アドルフ・ホイジンガー（代行） 1944年6月10日 - 1944年7月21日
- ハインツ・グデーリアン 1944年7月21日 - 1945年3月28日
- ハンス・クレープス （代行）1945年4月1日 - 1945年4月30日